# Pedro Lopes (piloto)
Pedro Henrique Pacheco Lopes, mais conhecido como Pedro Lopes, (São Paulo, 6 de outubro de 2002). É um piloto de automobilismo brasileiro que atualmente compete no kart na categoria KZ, representando a equipe Meira Competições.
Pedro Lopes possui uma carreira notória no Kart e no automobilismo, com destaque para vitórias importantes como: Campeão do GT Sprint Race Special Edition - Pro (2020),  Campeão da Skusa Pro Tour  - Shifter (2018),  Campeão Brasileiro de Kart- shifter graduados (2018), Campeão Paulista de Kart - Júnior (2017), Campeão Paulista de Kart  (2016) e Campeão Rok Cup Usa (2016).

## Trajetória

### Início
O jovem piloto Pedro Lopes, natural de São Paulo, teve uma ótima passagem pelo kartismo, onde  acumulou grandes conquistas como o Bicampeonato Paulista, o Campeonato Brasileiro, e o SKUSA Pro Tour, nos EUA.
Lopes teve as primeiras experiências no automobilismo em 2018. Disputou a etapa de abertura da Fórmula Academy, com pole-position e uma vitória. Foi finalista do Porsche Junior Program, programa de identificação de novos talentos da montadora alemã, e competiu em uma etapa da própria Sprint Race, conquistando dois pódios. 

### Estreia na Stock Light
A escuderia MPM Competições, sediada em Curitiba, anunciou na temporada de 2020 uma das grandes promessas do nosso automobilismo, Pedro Lopes. O Autódromo Internacional Ayrton Senna (Goiânia) foi o palco da abertura da temporada 2020 da Stock Car Light. Pedro, aos 17 anos, fez sua estreia na Stock Light, e no seu currículo tem passagem vitoriosa pelo kart. 

### Prêmio Fasp
Em 2017 no kartódromo SpeedLand, em São Paulo, aconteceu o evento de premiação da Fasp (Federação de Automobilismo de São Paulo), para os campeões estaduais 2016. O piloto Pedro Lopes recebeu o troféu de campeão da categoria Junior. 

## Títulos e Competições

### 2020
- Campeão Troféu Ayrton Senna de Kart[4]
- GT Sprint Race Special Edition - Pro (Campeão)[5]

### 2019
- Sprint Race International Cup - Pro (vice campeão)[6]

### 2018
- Skusa Pro Tour (shifter) - Campeão[7]
- Brasileiro de Kart (shifter graudados) – Campeão[8]

### 2017
- Paulista de Kart (júnior) – Campeão[9]

### 2016
- Rok Cup USA – Campeão[10]
- Paulista de Kart ( Junior) – Campeão[11]

## Ligações Externas
- Pedro Lopes no Instagram
- Pedro Lopes no Facebook